# Винишка трагедия
Винишката трагедия (на украински: Вінницька трагедія) или Трагедията във Виница е масова екзекуция на хора в украинския град Виница от съветската полиция НКВД (Народен комисариат на вътрешните работи) по време на така наречената „Голяма чистка“, ръководена от Йосиф Сталин, през 1937 – 1938 г. Масовите гробове във Виница са открити по време на германската окупация на Украйна през 1943 г. Разследването, проведено от международна комисия, съвпада с разкриването на подобно масово убийство на полски военнопленници в гората край руското село Катин, извършено също от НКВД. Тъй като германците използват тези доказателства на комунистическия терор за дискредитиране на Съветския съюз в международен план, тази трагедия се превръща в една от най-добре проучените обекти на репресия на сталинисткия режим в Украйна.

## История

### Екзекуции
Както и в други случаи на масови убийства на хора, обявени за врагове на народа от комунистическия режим в СССР, жертвите открити във Виница са били убити в местното управление на НКВД. Повечето от тях са разстреляни в задната част на врата с 22-калибрен куршум. Поради малкия калибър, повечето от жертвите са простреляни на два или три пъти, а някои от откритите тела са с разбити черепи в допълнение към следите от огнестрелна травма. Почти всички мъже, чиито останки са разкрити имали вързани ръце. По-възрастните жени са облечени в някаква форма на облекло, докато по-младите жертви са погребани голи.
Екзекуциите са били направени тайно, семействата на убитите не са били информирани за съдбата на техните близки. В редки случаи съветските власти заявяват, че някои от изчезналите хора са починали от естествена смърт, за други, че са осъдени от ГУЛАГ в далечния север или са били прехвърлени в затвори в други части на Съветския съюз. Лични вещи и документи на жертвите, както и документация по случая, не са запазени, а вместо това са били заровени в отделна яма недалеч от масовите гробове.

### Разследване на международна комисия
Международната независима комисия за разследване на Винишката трагедия се състои от експерти по патоанатомия и съдебна медицина. Да се включат към нея са поканени единадесет страни в Европа, като само някои са членове на Тристранния пакт. Първите разследвания на ексхумирани тела са направени от немски, украински и руски лекари като професор Герхард Шрьодер от университета в Хале-Витенберг, доцент Дорошенко от Виница и професор Малинин от Краснодар. Разкопките започнали през май 1943 г. на три различни места във Виница – в овощната градина в западната част на града, в централните гробища и в градския парк. Повечето от телата са намерени в овощната градина. Открити са 91 масови гроба, 9432 тела са ексхумирани, 149 от тях на жени. Разкопките в парка не са довършени, въпреки че голяма част от телата са били погребани там.
След предварително проучване, проведено от професор Герхард Шрьодер, са поканени две групи медицински лица – едната международна, а другата съставена от 13 експерти от различни университети от Нацистка Германия. Експертите от международната комисия по анатомия и съдебна патология са:
1. Д-р Зойнен; Гентски университет, Белгия
2. Д-р Михайлов; Софийски университет, България
3. Д-р Песонен; Хелзинкски университет, Финландия
4. Д-р Дювоа; Парижки университет, Франция
5. Д-р Кацаниджа; Милански университет, Италия
6. Д-р Юрак; Загребски университет, Хърватия
7. Д-р ден Портен; Амстердамски университет, Холандия
8. Д-р Биркле; Букурещ, Румъния
9. Д-р Хьогвист; Каролински институт Стокхолм, Швеция
10. Д-р Кръсек; Братиславски университет, Словакия
11. Д-р Орсоз; университета в Будапеща, Унгария
Международната комисия посещава масовите гробове между 13 – 15 юли 1943 г. Германската комисия завършва своя доклад на 29 юли 1943 г. И двете комисии са установяват, че почти всички жертви са били екзекутирани с два изстрела в задната част на главата през 1937 – 1938 г.
468 тела са били идентифицирани от хората на Виница и околностите. Други 202 са идентифицирани въз основа на документите и доказателствата, намерени в гробовете. Повечето от жертвите са украинци, малка част от тях са етнически поляци.

### По-късна история
Освен международната комисия, няколко други международни делегации посещават обектите в средата на 1943 г. Сред тях са политици и други официални лица от България, Дания, Гърция, Финландия и Швеция. Снимки и резултати от разследването са публикувани в много страни от Европа и са били използвани от Германия в пропагандната война срещу Съветския съюз.
Повечето от телата са били препогребани след отслужване на погребение от Одеския митрополит Висарион. Присъствали и много други православни епископи и чуждестранни църковни служители.
Издигнат е паметник, посветен на „жертвите на сталинисткия терор“. По-късно съветските власти посвещават паметника на „жертвите от нацисткия терор“, а след това той е напълно премахнат и на мястото му е направен развлекателен парк. В последните десет години е издигнат нов паметник в парка, посветен на „жертвите от тоталитаризма“. По времето на Съветския съюз информация за масовите убийства бива разпространена и разследвана от Украинската диаспора на запад. Трагедията във Виница е официално забранена тема в Украйна до 1988 г.

## Галерия
- Монумент на жертвите на ежовщината
- Останките на една от жертвите
- Международната независима комисия на мястото на масовия гроб на жертвите във Виница
- Ексхумация на трупове във Виница, 1943 г.